# 부영그룹
부영그룹(富榮-)은 대한민국의 대규모 기업집단이다. 일반 소비자들에게는 낯선 기업으로 알려지고 있다.

## 연혁
- 1983년 3월 (주)삼신엔지니어링 설립
- 1983년 8월 (주)삼신엔지니어링, (주)태용주택으로 상호 변경
- 1983년 12월 (주)태용주택, 부영주택흥산(주)으로 상호 변경
- 1986년 3월 동광주택산업(주) 설립
- 1993년 3월 부영주택흥산(주), (주)부영으로 상호 변경
- 1996년 7월 (주)부영파이낸스 설립 (현 (주)부영대부파이낸스)
- 1997년 11월 인터넷 홈페이지 개설
- 2009년 12월 (주)부영주택, (주)동광주택 설립
- 2016년 (주)오투리조트 인수, 인터넷 홈페이지 리뉴얼

## 계열사
- (주)부영
- 광영토건
- 남양개발
- 동광주택
- 동광주택산업
- 무주덕유산리조트
- 부영씨씨
- 부영엔터테인먼트
- 부영유통
- 부영주택
- 부영환경산업
- 비와이월드
- 남광건설산업
- 대화도시가스
- 부강주택관리
- 천원종합개발
- 오투리조트
- 우정문고
- 한라일보사
- HIM
- 인천일보
- 인천출판사

## 과거 계열사
- 동광종합토건
- 성운전설
- 신복개발
- 동광기공
- (주)동광
- 연흥개발
- 동광설비
- 대화요업
- 부영대부파이낸스

## 시공능력평가 순위
| 연도 | 순위 |
| ---- | ---- |
| 1992 | 144  |
| 1994 | 204  |
| 1995 | 103  |
| 1997 | 80   |
| 1998 | 77   |
| 1999 | 65   |
| 2000 | 43   |
| 2001 | 23   |
| 2003 | 18   |
| 2004 | 26   |
| 2005 | 34   |
| 2006 | 38   |
| 2007 | 42   |
| 2008 | 58   |
| 2009 | 60   |
| 2010 | 68   |
| 2011 | 75   |
| 2012 | 69   |
| 2013 | 31   |
| 2014 | 16   |
| 2015 | 12   |
| 2018 | 26   |
| 2019 | 15   |
| 2020 | 41   |
| 2022 | 35   |
| 2023 | 93   |
| 2024 | 125  |

## 학교법인 우정학원(宇庭學園)
학교법인 우정학원(서울)은 부영그룹의 사학재단이다. 우정학원은 서울, 전남, 마산으로 나뉘는데 서울 이사장은 이중근 회장의 배우자 나길순씨가 이사장으로 있으며 전남은 이중근 회장이 이사장으로 있다.
- 덕원중학교
- 덕원여자고등학교
- 덕원예술고등학교

## 학교법인 우정학원 (전남)
학교법인 우정학원(전남)은 이중근 회장이 이사장으로 있는 사학재단이다.
- 능주중학교
- 능주고등학교

## 학교법인 우정학원 (마산)
- 창신대학교